# تشاه بس (شميل)
تشاه بس (بالفارسية: چاه پس) هي قرية تقع في إيران في قسم شمیل الريفي. يقدر عدد سكانها بـ 234 نسمة بحسب إحصاء 2016.